# Brijeg (Plužine)
Pour les articles homonymes, voir Brijeg.
Brijeg (en serbe cyrillique : Бријег) est un village de l'ouest du Monténégro, dans la municipalité de Plužine.

## Démographie

### Évolution historique de la population
| 1948 | 1953 | 1961 | 1971 | 1981 | 1991 | 2003 |
| ---- | ---- | ---- | ---- | ---- | ---- | ---- |
| 287  | 274  | 282  | 227  | 161  | 123  | 91   |